# 패러데이 컵

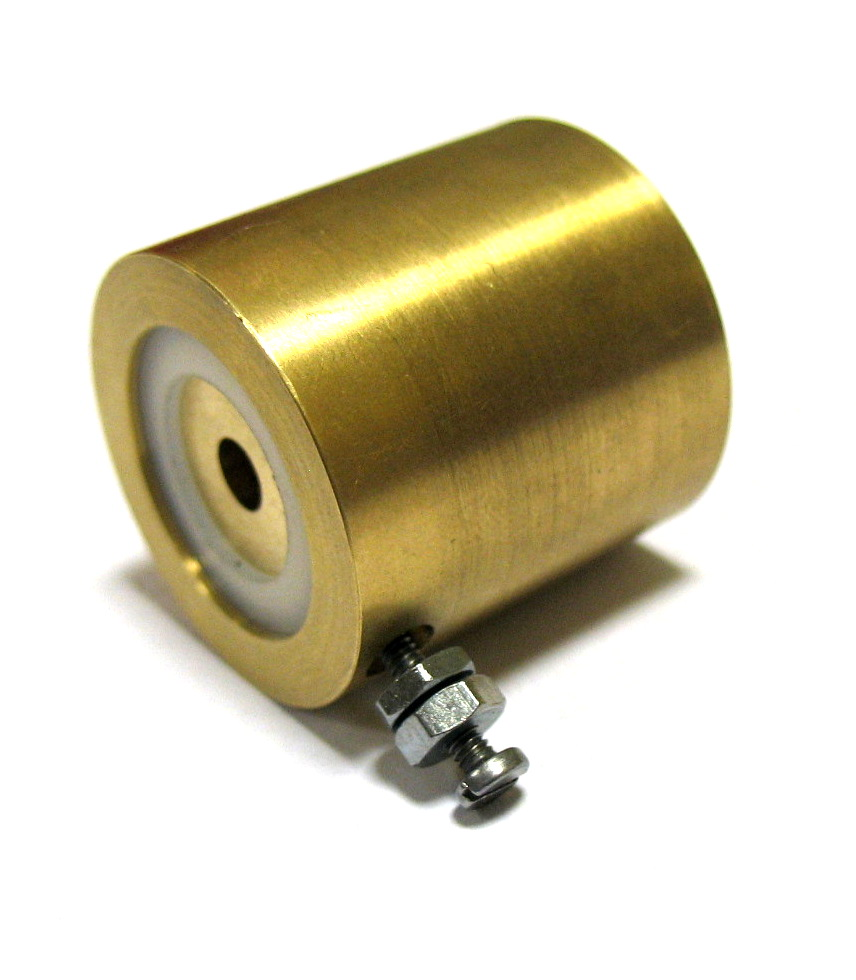
패러데이 컵

패러데이 컵(Faraday cup)은 진공에서 하전 입자를 포착하도록 설계된 금속(전도성) 컵이다. 전류를 측정하여 컵을 때리는 이온 또는 전자의 수를 결정하는 데 사용할 수 있다. 패러데이 컵은 1830년경 이온을 처음 이론화한 마이클 패러데이의 이름을 따서 명명되었다.
패러데이 컵을 사용하는 장치의 예로는 우주 탐사선(보이저 1호, 보이저 2호, 파커 태양 탐사선 등) 및 질량 분석기가 있다.

## 같이 보기
- 패러데이 새장
- 패러데이 상수